# Freundeskreis Reichsführer SS
Der Freundeskreis Reichsführer SS, auch: Freundeskreis Reichsführer-SS und Freundeskreis Himmler, ehemals als Freundeskreis der Wirtschaft beim Reichsführer SS Himmler, Freundeskreis der Wirtschaft oder Keppler-Kreis bekannt, war eine Gruppe von deutschen Industriellen in der Zeit des Nationalsozialismus.

## Vorgeschichte: DerKeppler-Kreis
Auf Veranlassung Adolf Hitlers gründete Wilhelm Keppler, Mitglied der NSDAP seit 1927, im Frühjahr 1932 den „Studienkreis für Wirtschaftsfragen“. Im Juni 1932 stellte Keppler Hitler etwa 20 Mitglieder des lockeren Kreises vor. Sekretär der Gruppe war Fritz Kranefuß (1900–1945), ein früherer Mitarbeiter und Neffe Kepplers. 
Der Keppler-Kreis beschäftigte sich mit der Erstellung eines Wirtschafts- und Finanzprogramms für die NSDAP. In drei Unterausschüssen (Finanz-, Industrie- und allgemeine Wirtschaftsfragen) wurden zahlreiche Denkschriften entworfen. Hitler fürchtete nämlich, die bisherigen Wirtschaftsexperten der Partei – Gottfried Feder, Gregor Strasser und Otto Wagener würden mit ihren sozialistischen Ideen großindustrielle Spender abschrecken, auf die er hoffte. Bereits im Dezember 1931 hatte er Keppler deshalb erklärt, er brauche sich nicht an das Wirtschaftsprogramm der Partei gebunden zu fühlen.
Laut dem Historiker Dirk Stegmann ist im Keppler-Kreis die Keimzelle für wichtige Grundsatzentscheidungen der späteren Wirtschaftspolitik des NS-Regimes zu suchen. Vom Keppler-Kreis ging auch die Initiative zur Industrielleneingabe aus, einem Brief vom 19. November 1932, in dem Reichspräsident Paul von Hindenburg aufgefordert wurde, Hitler zum Reichskanzler zu ernennen. Diese Eingabe gilt als Misserfolg, weil die Spitzen der Großindustrie sich weigerten, sie zu unterzeichnen, sondern stattdessen einen Wahlaufruf für die DNVP veröffentlichten. Hjalmar Schacht, der die Eingabe formuliert hatte, klagte, die Schwerindustrie trage „ihren Namen […] mit Recht von ihrer Schwerfälligkeit“.
Für den Historiker Karsten Heinz Schönbach ist das Konzept der Machtergreifung – 1. Ernennung Hitlers zum Reichskanzler, 2. Wahl, 3. antiparlamentarische Verfassungsänderung (Ermächtigungsgesetz) – im Keppler-Kreis entstanden. So schrieb beispielsweise Keppler an Kurt Freiherr von Schröder am 26. Dezember 1932, dass von einer „Neuwahl nach Ernennung Hitlers unter der Parole: Hindenburg-Hitler, als Regierungswahl durchgeführt“ ein „weit besseres Ergebnis zu erwarten“ sei als von einer Neuwahl unter Schleicher. Und in der Industrielleneingabe hieß es, dass „jede Verfassungsänderung“ von einer breitesten „Volksströmung“ getragen werden müsse.
Die Mitglieder gelten als spätere Nutznießer der Arisierung. Der Historiker Hans-Ulrich Thamer urteilte 1994, dass diesen dem Nationalsozialismus nahestehenden Industriellenzirkeln mit wenigen Ausnahmen bis 1933 „nur Wirtschaftsvertreter aus dem zweiten und dritten Glied der Eisen- und Stahlindustrie angehörten“.

### Mitglieder
Der ursprüngliche Keppler-Kreis hatte nach Aussage von Emil Helfferich folgende Mitglieder:
1. Wilhelm Keppler, mittelständischer Unternehmer
2. Hjalmar Schacht, Bankier und ehemaliger Reichsbankpräsident (1923–1930)
3. Albert Vögler, Vorstandsvorsitzender der Vereinigte Stahlwerke
4. Friedrich Reinhart, Vorstandsmitglied der Ilse Bergbau AG, Vorstandssprecher der Commerz- und Privatbank
5. Ewald Hecker, Präsident der IHK Hannover, Aufsichtsratsmitglied in mehreren Unternehmen
6. August Rosterg, Vorstandsvorsitzender der Wintershall AG
7. Kurt Freiherr von Schröder, Mitglied im Deutschen Herrenklub
8. Emil Heinrich Meyer, Syndikus bei der Dresdner Bank, Cousin Kepplers
9. Franz Heinrich Witthoefft, Präsident des Hamburger Übersee-Clubs,  Aufsichtsratsmitglied der C. Lorenz AG
10. Emil Helfferich, Aufsichtsratsvorsitzender der HAPAG
11. Leopold Plaichinger, Mitarbeiter von Wilhelm Keppler aus den Odin-Werken
12. Max Luyken, Landwirt, Reichstagsabgeordneter (NSDAP) und SA-Führer
13. Gottfried von Bismarck-Schönhausen, bis 1929 in der Geschäftsführung des Reichsverbandes der Deutschen Industrie

Der Historiker Henry Ashby Turner nennt noch:
1. Otto Steinbrinck, Marineoffizier,  führender Manager im Flick-Konzern

## Der Freundeskreis Reichsführer SS
Nach der Machtübergabe 1933 wurde der Keppler-Kreis zum Freundeskreis Reichsführer SS umgebildet.
Die Mitglieder spendeten von 1935 bis 1944 jährlich ungefähr 1 Million Reichsmark an den Reichsführer SS Heinrich Himmler. Dafür wurde das „Sonderkonto S“ bei der J. H. Stein Bank in Köln eingerichtet, wie aus dem Schreiben vom 25. Februar 1936 von Otto Steinbrinck und Kurt Freiherr von Schröder an Emil Heinrich Meyer, Vorstandsmitglied der Dresdner Bank, hervorgeht. Kurt Freiherr von Schröder war Teilhaber und Verwalter des Kontos. Von den damals 32 nicht der SS angehörenden Mitgliedern erhob Heinrich Himmler 15 in den Rang von SS-Ehrenführern.
In seinem Verhör in den Nürnberger Prozessen benannte Wilhelm Keppler aus dem Gedächtnis eine Reihe von Mitgliedern, die dem Freundeskreis mindestens zeitweise angehört hätten. Dokumente belegen die aktive Beteiligung anhand der Spendenlisten.

### Mitglieder
Die Mitglieder sind alphabetisch sortiert; die Nennung der Funktionen ist nicht abschließend.
1. Hermann Behrends, SS-Gruppenführer und Generalleutnant der Polizei und SS-Sturmbannführer der Reserve der Waffen-SS, Höherer SS- und Polizeiführer in Serbien und Montenegro sowie Stabsführer der Volksdeutschen Mittelstelle[10][11][12]
2. Rudolf Bingel, Siemens-Halske[10][11]
3. Gottfried von Bismarck-Schönhausen, Regierungspräsident in Stettin und später in Potsdam[10][11]
4. Karl Blessing, Unilever, später Bundesbankchef[10][11]
5. Wilhelm Börger, Arbeitsministerium[10][11]
6. Heinrich Bütefisch, I.G. Farben[10][11]
7. Kurt Dellmann, SS-Obersturmführer[11]
8. Friedrich Karl Dermietzel, Stellvertreter des Reichsarztes SS und Polizei, SS-Brigadeführer[10][11][13]
9. Hans Fischböck, Reichskommissar im Vierjahresplan[10][11]
10. Friedrich Flick, Mitteldeutsche Stahlwerke[10][11]
11. Rudolph Firle, Norddeutscher Lloyd[14]
12. Herbert Göring, Wirtschaftsministerium, Vetter von Hermann Göring[10][11]
13. Karl Ritter von Halt, Deutsche Bank[10][11]
14. Franz Hayler, Staatssekretär im Wirtschaftsministerium[10][11]
15. Ewald Hecker, Ilseder Hütte[10]
16. Emil Helfferich, Aufsichtsratsvorsitzender der Hapag, Direktor der DAPG[10][11][14][15]
17. Otto Heuer, Generaldirektor der Schütte AG[16]
18. Erich Hilgenfeldt, Leiter der Nationalsozialistischen Volkswohlfahrt[10][11]
19. Richard Kaselowsky, Dr. August Oetker KG, Bielefeld[10][11][14]
20. Hans Kehrl, SS-Oberführer[13]
21. Wilhelm Keppler, ab 1938 Staatssekretär im Außenministerium[10][11][14]
22. Fritz Kiehn, Papierfabrikant und SS-Obersturmbannführer[17]
23. Wilhelm Kleinmann, Staatssekretär im Reichsverkehrsministerium[11]
24. Friedrich Carl Arthur Kranefuß, BRABAG, Himmlers Adjutant[10][11]
25. Carl Vincent Krogmann, Erster Bürgermeister von Hamburg[10][11]
26. Karl Lindemann, Direktor der Dresdner Bank, Deutsche Reichsbank, DAPG[15] Norddeutscher Lloyd, Melchers & Co., Bremen[10][11][14]
27. Freiherr von Lüdinghausen[13][18]
28. Emil Heinrich Meyer, Vorstand der Dresdner Bank[10][11]
29. Werner Naumann, Staatssekretär im Reichsministerium für Volksaufklärung und Propaganda[10][11]
30. Otto Ohlendorf, Staatssekretär im Wirtschaftsministerium[10][11]
31. Alfred Olscher, Reichs-Kredit-Gesellschaft[10][11]
32. Oswald Pohl, Leiter des Wirtschaftsamtes der SS[10][11]
33. Karl Rasche, Mitglied im Vorstand der Dresdner Bank[10][11]
34. Herbert Reichenberger, SS-Untersturmführer[13]
35. Friedrich Reinhart, Aufsichtsratsvorsitzender der Commerzbank[10][11]
36. Hellmuth Röhnert, Rheinmetall-Borsig[19]
37. Erwin Rösener, SS-Obergruppenführer und General der Waffen-SS, Mitglied des Reichstages[11][20]
38. August Rosterg, Kali-Konzern Wintershall AG[10][11]
39. Hjalmar Schacht, Reichsbankpräsident[21]
40. Ernst Schäfer, SS-Sturmbannführer des SS-Amtes Ahnenerbe[10][11]
41. Walther Schieber, Leiter des Rüstungslieferungsamtes im Rüstungsministerium[11]
42. Heinrich Schmidt, Wintershall Kali-Konzern[10][11]
43. Kurt Schmitt, früher Wirtschaftsminister, Vorstandsvors. der Allianz AG[11]
44. Kurt Freiherr von Schröder, Bankier, J. H. Stein Bank[10][11]
45. Wolfram Sievers, Leiter des Amtes Ahnenerbe[10][11]
46. Otto Steinbrinck, Gewerkschaft Preußen[10][11]
47. Albert Vögler, Vereinigte Stahlwerke AG[10][11] – seine Mitgliedschaft wird aus gewichtigen Gründen bezweifelt.[22]
48. Wilhelm Voß, Reichswerke Hermann Göring[10][11]
49. Hermann Waldhecker, Direktor der Reichsbank[10][11]
50. Hans Walz, Boschwerke[10][11]
51. Franz Heinrich Witthoefft, Vorsitzender des Aufsichtsrats der Commerz- und Privatbank[11][23]
52. Karl Wolff, persönlicher Adjutant Himmlers[10][11]
53. Walther Wüst, Professor für Indogermanistik, SS-Oberführer, Amtschef der SS-Forschungs- und Lehranstalt „Das Ahnenerbe“[11][20]